# 김포반도
김포반도는 김포시와 검단으로 이루어진 반도이다. 계양동의 북부를 포함한다. 한강이나 섬을 제외한, 한강과 염하, 경인 아라뱃길에 둘러싸인 면적은 약 313.4 km2이다.

## 지리
통진 지역 서북부를 제외한 지역이 평야를 이룬다. 옛 통진군 지역만을 반도로 간주하여 통진반도로 구별하기도 한다.

## 역사
조선시대에는 김포군 (검단 포함)과 통진군으로 되어 있었다. 김포시내와 검단을 합쳐 '검포'라고 불린 적도 있다. 1914년 4월 1일 일제의 행정구역 통폐합으로 김포반도의 전역과 양천군(오늘날의 양천구와 강서구)가 김포군으로 통합되었다. 1963년에 양천군 지역이 서울특별시에 편입되었다. 1973년 7월 1일 부천군이 폐지되면서 계양면도 김포군에 편입되었다. 그러나 1989년 1월 1일 계양면이, 1995년 1월 1일 검단면이 인천에 편입되었다.
이명박 정부시기 경인 아라뱃길을 건설하면서 김포시와 아라뱃길 이북의 계양구, 검단의 아라뱃길 이북 지역은 사방이 물로 둘러싸인 지역이 되었고, 그래서 ‘김포섬’이라는 섬으로 보기도 하지만, 공식적으로는 여전히 반도다. 결정적으로 섬의 정의에도 어긋난다.
2026년 7월 1일 인천광역시 행정체제 개편에 따라 서구의 김포반도 지역이 검단구로 출범한다.

## 같이 보기
- 델마바반도
- 펠로폰네소스반도
- 삼호읍
- 김포반도 전투
- 이스탄불 운하